# On Italy's Firing Line
On Italy's Firing Line è un cortometraggio muto del 1917 diretto da Tom Bret che ne curò anche le didascalie e il montaggio. Il film, un documentario sulla prima guerra mondiale girato sul fronte italo-austriaco, fu prodotto dalla Selig Polyscope Company.

## Trama
L'esercito italiano e l'avanzata attraverso le Alpi verso la frontiera austriaca. Le scene di guerra mostrate sono: Duelli d'artiglieria; scoppio di schegge e granate; soldati che caricano attraverso intrecci di filo spinato nel conflitto reale; vita nelle trincee di avanzamento; esploratori che scalano altezze di montagna apparentemente quasi impossibili e altri dettagli.

## Produzione
Il film fu prodotto dalla Selig Polyscope Company.

## Distribuzione
Distribuito dalla General Film Company, il film - un cortometraggio in tre bobine - uscì nelle sale cinematografiche statunitensi il 22 gennaio 1917.